# Tatsjanka

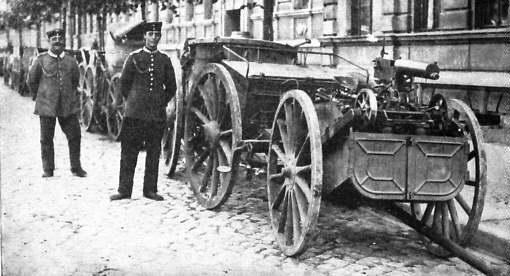
Russische tatsjanka uit de Eerste Wereldoorlog door de Duitsers veroverd en tentoongesteld in Berlijn

Een tatsjanka (Oekraïens: тачанка) is een transporteerbaar platform (een open wagen of kar) waarop een machinegeweer wordt geïnstalleerd en dat door twee tot vier paarden wordt getrokken.
Naast een bestuurder van de aanspanning bestaat de bemanning uit een of twee schutters. De uitvinding van dit oorlogstuig wordt door verschillende bronnen toegewezen aan Nestor Machno, een Oekraïens partizanenleider.
Op verschillende plaatsen staan monumenten die de strijd met dit geschut op heroïsche wijze uitbeelden.

## Tatsjankas in museums

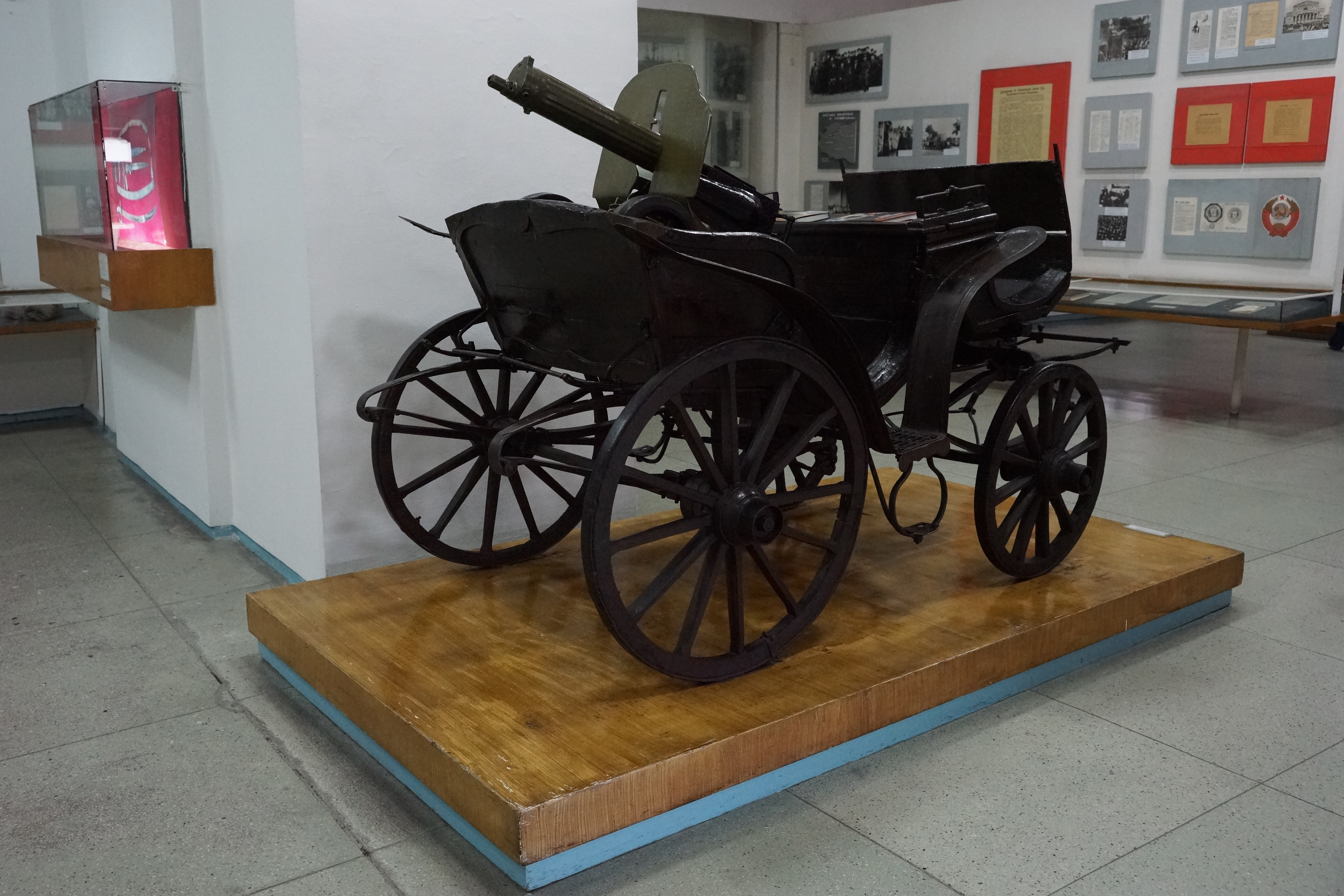
in Kirgizië
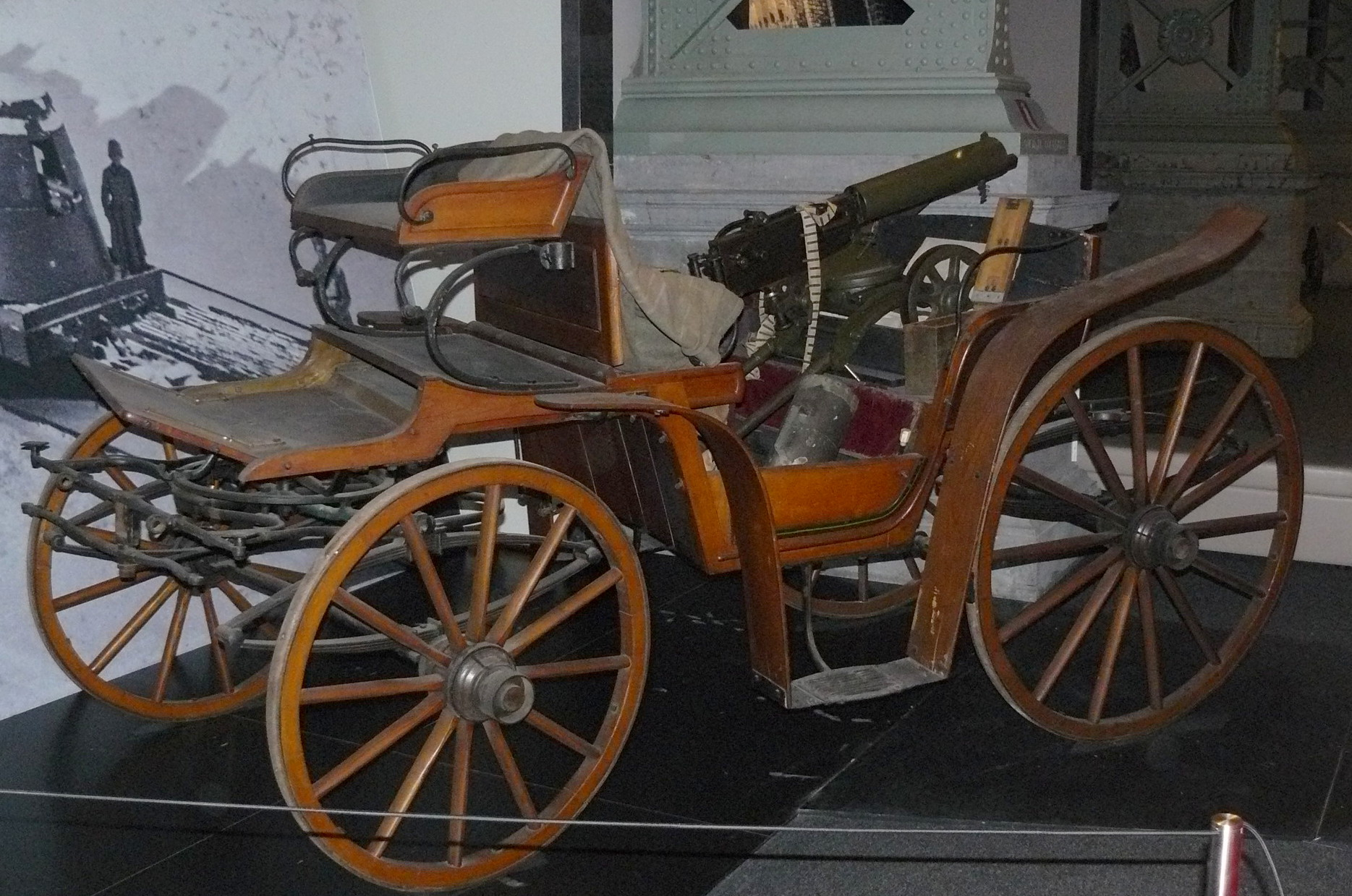
in België
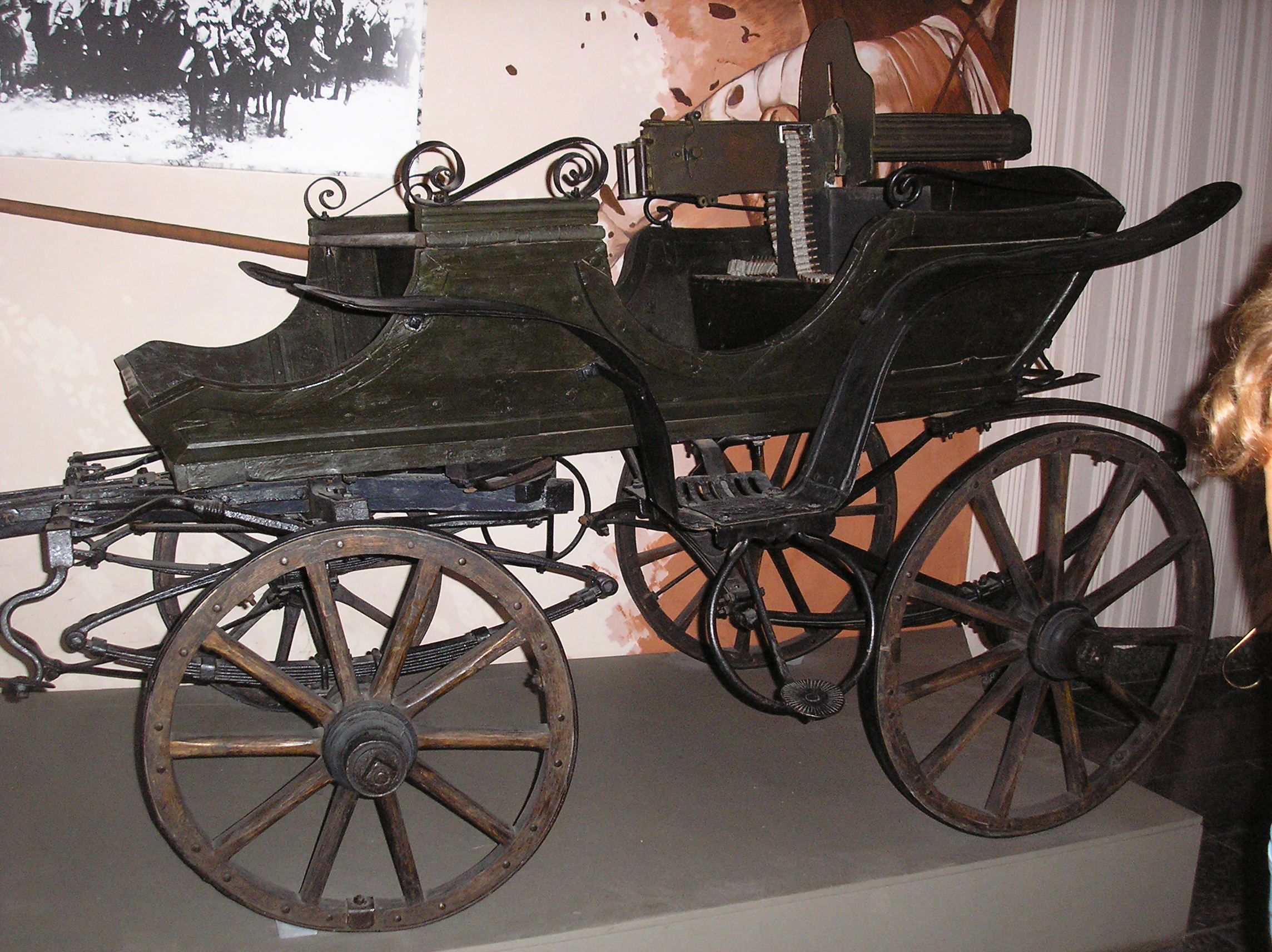
in Oekraïne
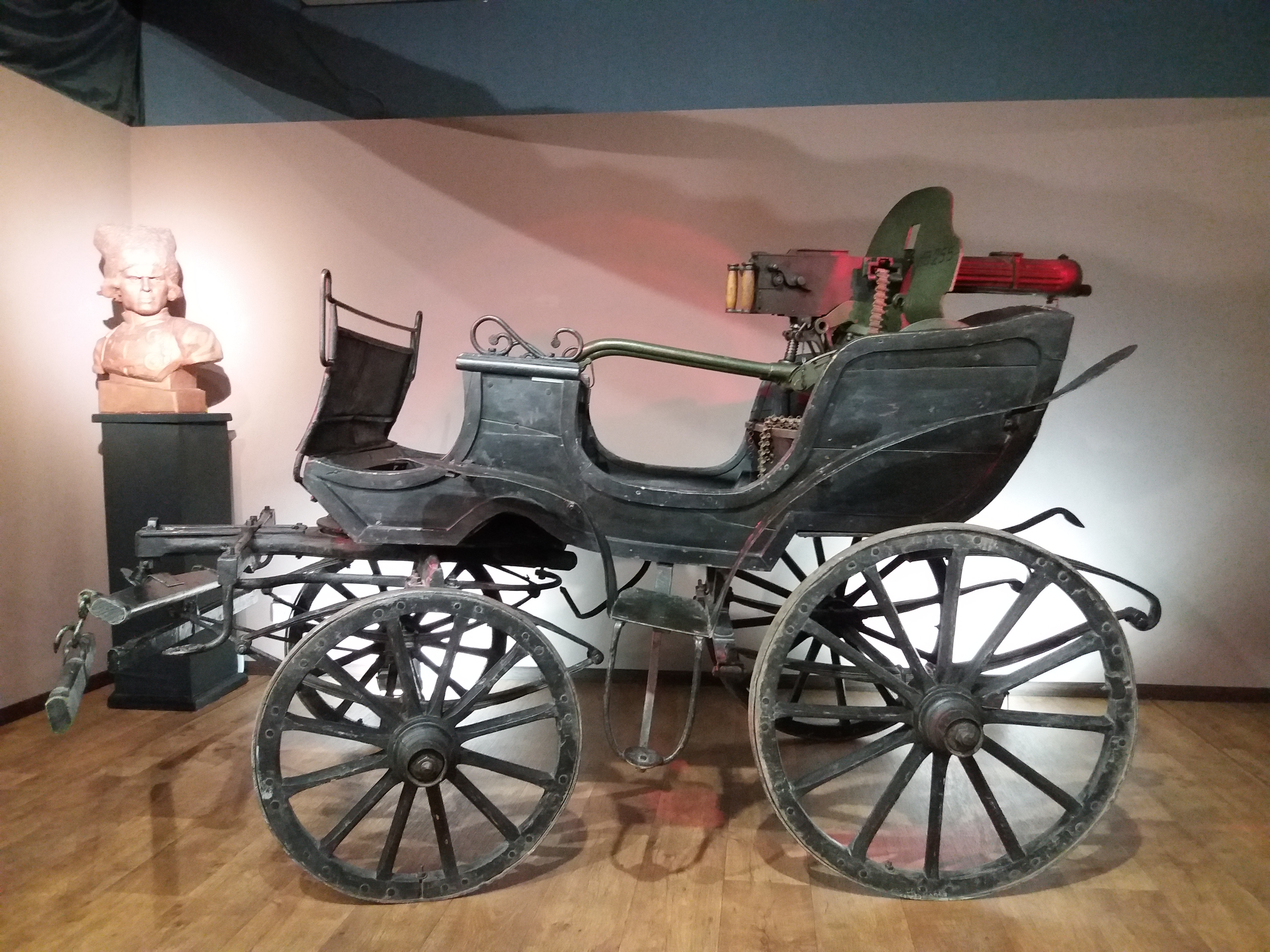
in Oekraïne